# Аношина, Вера Степановна
Ве́ра Степа́новна Ано́шина (27 мая 1935, дер. Безобразовка, Куйбышевский край — 11 апреля 2017, Пенза, Российская Федерация) — советская и российская певица, заслуженная артистка РСФСР (1984).

## Биография
Трудовая биография началась и проходила на фабриках «Творец рабочий» (в Сосновоборске) и «Маяк революции» (в Пензе). Окончила Пензенское музыкальное училище.
С 1957 г. — солистка Пензенского русского народного хора под руководством О. В. Гришина, с 1965 г. — солистка Пензенской филармонии.
В репертуаре певицы около 20 композиций пензенских авторов. Является первой исполнительницей популярных песен О. В. Гришина «18 лет» и «Милая роща» на слова М. П. Смирновой. 30 ноября 2012 г. в Пензенской филармонии с большим успехом состоялся сольный концерт-чествование Аношиной, в котором вновь прозвучали эти песни.
Похоронена на Новозападном кладбище г. Пензы.

### Награды
- Заслуженный артист РСФСР (1984);
- Медаль «В ознаменование 100-летия со дня рождения Владимира Ильича Ленина»;
- серебряная медаль ВДНХ
- Памятный знак «За заслуги в развитии города Пензы» (Решение ПГД 25.04.2008 № 970-45/4)[2].